# Martin Schwab (Jurist)
Martin Friedrich Schwab (* 7. September 1967 in Bochum) ist ein deutscher Rechtswissenschaftler und Hochschullehrer an der Universität Bielefeld.

## Leben und Beruf
Martin Schwab ist Sohn des Rechtswissenschaftlers Dieter Schwab. Nach dem Abitur in Regensburg studierte er Rechtswissenschaften an der Universität Regensburg und an der Ruprecht-Karls-Universität Heidelberg. 1991 legte er das erste juristische Staatsexamen in Baden-Württemberg ab. Er absolvierte sein Referendariat und legte 1994 die Zweite Juristische Staatsprüfung ab. Von 1994 bis 1999 war Schwab wissenschaftlicher Mitarbeiter bei Peter Hommelhoff an der Universität Heidelberg, an der er 1997 mit der Dissertation Rechtsfragen der Politikberatung im Spannungsfeld zwischen Wissenschaftsfreiheit und Unternehmensschutz promoviert wurde. Von 1999 bis 2002 war er Habilitationsstipendiat der Deutschen Forschungsgemeinschaft und wurde im Jahr 2002 an der Universität Heidelberg habilitiert. Anschließend übernahm er Lehrstuhlvertretungen an der Universität Heidelberg und an der Bucerius Law School. Ab 2004 war Schwab Professor an der Freien Universität Berlin für Privatrecht, Verfahrens- und Insolvenzrecht. Er war von 2010 bis 2013 Dekan des Fachbereichs Rechtswissenschaft.
Seit Oktober 2015 lehrt er an der Universität Bielefeld, an der er den Lehrstuhl für Bürgerliches Recht, Verfahrens- und Unternehmensrecht innehat.
Außerhalb seiner wissenschaftlichen Tätigkeit ist er als Strafverteidiger tätig. Er verteidigt unter anderem Johanna Findeisen-Juskowiak, die vor dem Oberlandesgericht Frankfurt am Main angeklagt ist, Mitglied einer terroristischen Vereinigung, der sogenannten Patriotischen Union um Heinrich XIII. Prinz Reuß, gewesen zu sein, sowie ein hochverräterisches Unternehmen vorbereitet zu haben. Zuvor hat er den Mediziner und Hochschulprofessor Sucharit Bhakdi  gegen den Vorwurf der Volksverhetzung verteidigt.

## Politische Aktivität
Schwab war Mitglied der Ökologisch-Demokratischen Partei (ÖDP), für die er unter anderem bei der Bundestagswahl 1998 und der Bundestagswahl 2013 kandidierte.
Später wechselte er zur Basisdemokratischen Partei Deutschland (DieBasis). Für sie kandidierte er bei der Bundestagswahl 2021 auf der Landesliste der Partei in Nordrhein-Westfalen und als Direktkandidat im Wahlkreis Altmark in Sachsen-Anhalt. Bei der Landtagswahl in Nordrhein-Westfalen 2022 war Schwab erfolgloser Spitzenkandidat von DieBasis und scheiterte ebenfalls im Wahlkreis Bielefeld I als Direktkandidat.

## Positionen
Ansgar Mönter von der Neuen Westfälischen berief sich am 8. Januar 2021 hinsichtlich Bußgeldsanktionen während des verschärften Lockdowns in der COVID-19-Pandemie auf Schwabs „Klartext“: Die Regierungen von Bund und Land hätten, so Schwab, mit ihren Eingriffen in die Grundrechte wegen Corona die Grenze des Vertretbaren überschritten. Als Beispiel wird das Bußgeld für Menschen genannt, die sich aus einem Gebiet mit einem Inzidenzwert über 200 weiter als 15 Kilometer aus ihrem Wohnort entfernen. Am 10. August 2021 titelte die Neue Westfälische dagegen „Wie ein Bielefelder Professor Verschwörungstheorien verbreitet“. In dem Artikel werden Schwabs Verbindungen in die rechte Szene sowie die Kritik von Virologen  an seinen Aussagen thematisiert. Der AStA der Universität Bielefeld warf Schwab Ende März 2022 eine Unterstützung der Querdenken-Bewegung vor. Er forderte die Universitätsleitung auf, sich von Schwab zu distanzieren und seine Aussagen zu verurteilen. Anlass war eine 30-minütige Rede Schwabs auf einer Querdenker-Demonstration in Bielefeld, in der er unter anderem Bundesgesundheitsminister Karl Lauterbach der Volksverhetzung bezichtigt hatte. Die Leitung der Universität Bielefeld prüft beamtenrechtliche Konsequenzen und hat 2022 einen externen Verwaltungsrechtler mit einer Expertise beauftragt.

## Schriften (Auswahl)
- Rechtsfragen der Politikberatung im Spannungsfeld zwischen Wissenschaftsfreiheit und Unternehmensschutz. Mohr Siebeck, Tübingen 1999, ISBN 3-16-147070-2 (Dissertation, Universität Heidelberg, 1997/98).
- Das Prozeßrecht gesellschaftsinterner Streitigkeiten. Mohr Siebeck, Tübingen 2005, ISBN 3-16-148199-2 (Habilitationsschrift, Universität Heidelberg, 2002).
- Grundzüge des Zivilprozessrechts. C. F. Müller, Heidelberg 2005 (5. Auflage unter dem Titel Zivilprozessrecht. C. F. Müller, Heidelberg 2016, ISBN 978-3-8114-4018-0).
- Juristische Staatsprüfungen und das Grundgesetz: Stoffüberfülle, Blockversagen, Exotenklausuren, strenge Noten. Originalabdruck einer Klageschrift. Kovač, Hamburg 2005, ISBN 3-8300-2110-0.
- AGB-Recht. Müller, Heidelberg 2008, ISBN 978-3-8114-1929-2.